# Iouri Riabinkine
Iouri Ivanovitch Riabinkine (en russe : Юрий Иванович Рябинкин), né le 2 septembre 1925, à Léningrad (Saint-Pétersbourg) en URSS et mort entre le 8 janvier 1942 et le 2 mars 1942, est un garçon adolescent de Léningrad qui a été victime du siège de Léningrad. Dès les premiers jours de l'attaque allemande de l'URSS, le 22 juin 1941, il tient un journal intime qui se termine le 6 janvier 1942.
Le public n'a eu connaissance de l'existence de Iouri Riabinkine que quelques années après la guerre, quand son journal a été imprimé par la presse, puis quand des extraits de celui-ci ont été publiés dans le Le Livre du blocus par Alès Adamovitch et Daniil Granine.
Le sort final de Iouri reste inconnu, il n'a pas survécu au blocus et on sait avec certitude qu'il n'a pas survécu au-delà de la mi-mars 1942, mais ni la date précise de sa mort, ni le lieu de son inhumation ne sont, à ce jour, établis.

## Biographie
Iouri Riabinkine est né le 2 septembre 1925 à Léningrad. Sa sœur cadette Irina est née le 30 avril 1933. Sa mère Antonina Mikhaïlovna Riabinkina née le 13 août 1903 (née Pankina) provient d'une famille appartenant à l'intelligentsia. Elle a terminé le gymnasium et connaissait bien le français, l'allemand, le polonais. Son appartement comprenait une riche bibliothèque de littérature russe et étrangère. Au début de l'invasion allemande, en 1941, Antonina dirigeait le fonds de la bibliothèque et, depuis 1927, était membre du Parti communiste de l'Union soviétique. Le père a quitté la famille en 1933 et s'est remarié avant de partir en Carélie, où il a été arrêté et envoyé à Oufa (son sort ultérieur n'est pas connu).
Jusqu'à l'âge de 7 ans, Iouri vivait chez sa tante en banlieue. En 1933, il débute l'école et, au printemps 1941, il termine la 8è année. En parallèle à l'école, en 1938, Iouri fréquente pendant un an le cercle maritime du raïon de Kouïbychev, puis durant trois ans le cercle d'histoire de la Maison des pionniers de Léningrad (ru). La famille composée de Iouri, Irina, Antonina et de la tante vit rue Sadova (aujourd'hui rue du 3 juillet) maison 34, appartement 2.
Après avoir appris le début de l'invasion allemande, les Riabinkine, comme Antonina était membre du parti communiste, préfèrent rester à Léningrad. Iouri a des problèmes oculaires et souffre également de pleurésie, ce qui l'empêche de partir au front comme volontaire. À l'automne 1941, Antonina lui conseille d'entrer à l'école navale pour avoir plus de chances d'être évacué plus rapidement, mais Iouri ne réussit pas à passer le cap de la commission médicale d'entrée.
Son journal débute le 22 juin 1941 mais il ne révèle jamais pourquoi il l'a commencé. Sa sœur Irina ne connaissait pas l'existence du journal et, des années plus trad, a déclaré qu'elle n'avait jamais vu son frère le rédiger à cette époque. Il est possible que Iouri ait écrit ce journal en le cachant à sa famille, mais sur l'une des pages il écrit que sa mère lui demande d'arrêter de tenir celui-ci.
Le 13 et 14 décembre 1941 Iouri écrit que la famille est inscrite sur la liste d'évacuation en véhicule entre le 15 et le 20 décembre. Mais Iouri n'y croit pas trop. Il ne pense qu'à la nourriture et se tient à peine debout. Son moral est à zéro malgré les bonnes nouvelles du front (la défaite allemande à Moscou, Rostov et Khivine). Chaque jour le rapproche du suicide. Lorsque le rationnement est introduit il reçoit la plus petite ration de pain du fait qu'il est adolescent au chômage. Sa mère et sa sœur reçoivent davantage. Iouri tente de différents manières de s'approprier une partie de pain supplémentaire qu'il subtilise à sa mère et à sa sœur. Dans son journal il se repent amèrement de son comportement et en a honte. Le thème de la mort et du suicide le hante :  

« La nourriture a remplacé le monde entier. Tout tourne autour de la nourriture : en chercher, en obtenir…. Je suis un homme perdu. La vie est finie pour moi. Ce qui m'attend n'est pas la vie, je voudrais maintenant deux choses : mourir maintenant et que maman lise mon journal. Qu'elle me maudisse, la sale bête insensible et hypocrite que je suis, qu'elle me renie, je suis tombé trop bas, bien trop bas … »

Comme beaucoup de familles de Léningrad, les Riabinkine souffrent de l'ascite à partir de janvier 1942. La dernière page de 1941 est datée du 24 décembre. Iouri sors de la cuisine pour revoir l'appartement et écrit :

« C'était un bonheur que je ne soupçonnais même pas, le bonheur de vivre en URSS, en temps de paix, le bonheur d'avoir ta mère qui s'occupe de toi, une tante, de savoir que personne ne te privera de ton avenir. C'était le bonheur. »

Le 8 janvier 1942 Antonina et Irina sont évacuées et Iouri reste seul à l'appartement car il n'a pas la force de partir avec elles. Selon les souvenirs d'Irina les dernières fois qu'elle l'a vu, il était tellement affaibli qu'il marchait appuyé sur une canne et qu' Antonina n'avait plus la force de le soutenir. La mère et sa fille sont envoyées à Vologda, où elles arrivent le 26 janvier. Le jour même Antonina meurt d'épuisement à la gare. Irina survit et est envoyée dans l'orphelinat de la ville, puis dans celui du village de Nikitskaïa (ru) le 11 février 1942. C'est là que la sœur d'Antonina viendra la chercher en 1945. Le sort de Iouri lui-même est resté inconnu. Les dernières lignes écrites dans le journal sont datées du 6 janvier 1942, deux jours avant le départ d'Antonina et d'Irina et se terminent comme suit :

« Oh, mon Dieu, qu'est-ce qui m'arrive? Et maintenant je, je, je… »

En février 2021, dans les archives du centre d'information de la direction générale des oblasts de Saint-Pétersbourg/Léningrad une liste d'adresse datée du 2 mars 1942, reprenant les sorties de l'appartement des Riabinkine, a été retrouvée, sur laquelle est noté le nom de Iouri comme étant décédé.
Avant cette découverte, en 1989, Ales Adamovitch et Daniil Granine émettaient l'hypothèse suivant laquelle Iouri aurait pu survivre jusqu'à Vologda et à l'orphelinat.

## Sort du manuscrit
Le sort de Iouri Riabinkine et de son journal est très confus. Pendant la guerre, à proximité de Vologda, une certaine Rebecca Trifonova, qui travaillait comme infirmière dans un hôpital pour tuberculeux a reçu deux cahiers provenant de la femme d'un instituteur mourant. L'instituteur n'était plus en état d'expliquer leur origine et sa femme ne la connaissait pas. Rebecca a gardé ces cahiers pendant de nombreuses années en souvenir de l'époque de la guerre. Rebecca a souvent relu le journal de Iouri qui figurait dans ces deux cahiers mais n'a pas essayé de retrouver la famille Riabinkine bien que leur adresse figurait sur la couverture. En 1970, la petite fille de Rébecca, Tatiana, décide de répondre à une demande publique de témoignages sur la période du siège de Léningrad. Le journal de Iouri est rendu public, puis la revue Smena le fait paraître, ce qui permet à la sœur de Iouri d'apprendre son existence et de le récupérer. En 1980, la publication du journal dans Le Livre du blocus lui fait acquérir une grand notoriété. Il est traduit dans de nombreuses langues. Selon Rebecca Trifonova, il existait un second cahier qui s'est perdu et dont seules quelques pages ont été remplies par Iouri. Il s'agissait de ses dernières notes. Sa graphie devenait bancale du fait de son état d'affamé exténué. Des phrases décousues en lettres majuscules résument les dernières sensations désespérées de l'adolescent avant de mourir :

« JE VEUX MANGER, JE VEUX MANGER, JE SUIS EN TRAIN DE MOURIR… »

Ce qui reste également une énigme c'est comment le journal de Iouri a pu se trouver finalement dans le raïon de Lejski (ru), où il a été confié à Rébecca Trifonova.